# Akçakale
Akçakale (in arabo تل اأبيض) è una città e un distretto della provincia di Şanlıurfa nel sud-est della Turchia, vicino al confine siriano.
La città conta circa 28.000 abitanti, mentre il distretto di 691 km² ha 82.093 abitanti (2009).
È punto di frontiera sulla strada D.885 fra Şanlıurfa e Tell Abyad in Siria. Si trova sulla strada TUR-D-885. Akçakale forma una città divisa con Tell Abyad in Siria, mantenendo un valico di frontiera.
Nell'ottobre 2014, i giornalisti del quotidiano scozzese Sunday Herald, Sheren Khalel e Matthew Vickery, documentarono la presenza dell'ISIS in città, a causa della natura porosa del confine tra la città di confine turca e Tell Abyad, che fu il controllo dell'ISIS fino al 15 giugno 2015, quando la città è stata riconquistata dalle Unità di Protezione Popolare curde.
Il sindaco è Abdülhakim Ayhan (AKP).

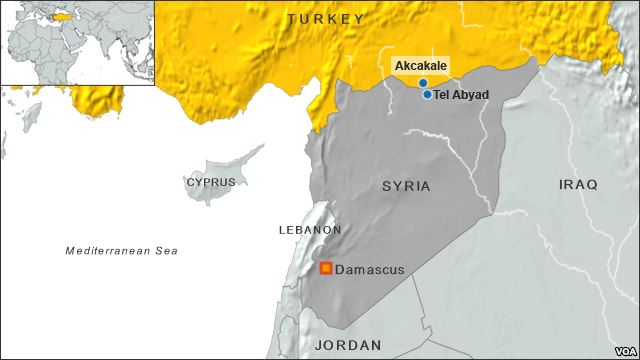
Città di confine di Akçakale in Turchia e Tell Abyad in Siria.

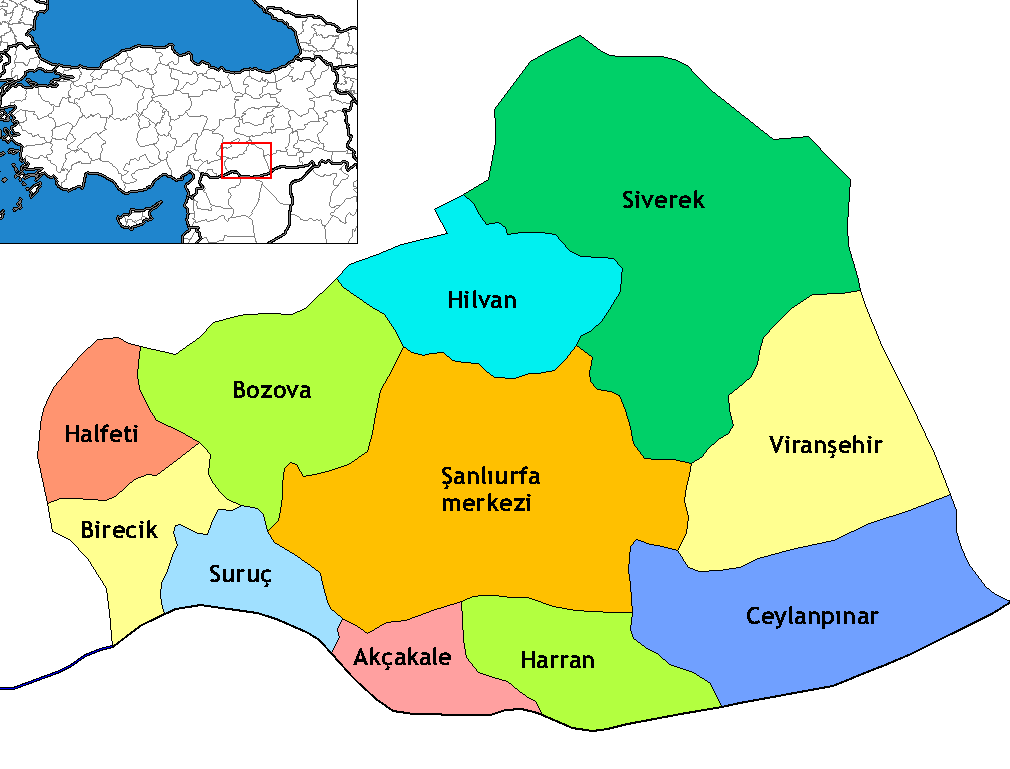
Distretti di Şanlıurfa

## Scontro al confine siriano del 2012
Il 3 ottobre 2012, la città di Akçakale in Turchia è stata colpita da colpi di mortaio dall'altra parte del confine siriano a Tell Abyad, uccidendo cinque civili.

## Clima
Akçakale ha un clima mediterraneo caldo-estivo (Classificazione dei climi di Köppen: Csa).